# HD124421
HD124421 — хімічно пекулярна зоря спектрального класу
A9 й має видиму зоряну величину в смузі V приблизно  9,6.